# Areeiro
Areeiro es una freguesia portuguesa del municipio de Lisboa, distrito de Lisboa.

## Historia
Fue creada el 8 de noviembre de 2012 en aplicación de una resolución de la Asamblea de la República de Portugal con la unión de las freguesias de Alto do Pina y São João de Deus.

## Demografía
| Gráfica de evolución demográfica de Areeiro entre 2011 y 2021 |
|                                                               |
| Datos según el nomenclátor publicado por el INE portugués.    |

## Puntos de interés
- Alameda Dom Afonso Henriques
- Fuente Luminosa
- Sede central de la Caixa Geral de Depósitos
- Instituto Nacional de Estadística
- Praça de Londres